# 国文学 解釈と鑑賞
『国文学 解釈と鑑賞』（こくぶんがく かいしゃくとかんしょう）は、1936年から2011年10月にかけて至文堂から発行されていた日本文学に関する学術雑誌。